# Razós de trobar
Razós de trobar est un livre écrit au XIIIe siècle en ancien occitan par le troubadour catalan Raimon Vidal de Bezaudun. Il s'agit de la plus ancienne étude grammaticale d'une langue romane connue. En outre, l'ouvrage traite des règles de versification et de composition poétique en langue occitane.